# 키싱 부스 3
키싱 부스 3(The Kissing Booth 3)은 미국에서 제작된 빈스 마르셀로 감독의 2021년 코미디, 멜로/로맨스 영화이다. 조이 킹 등이 주연으로 출연하였다. 베스 리클스의 동명의 소설에 기반을 두는 3부작 영화 중 3번째 영화이다. 2021년 8월 11일 넷플릭스를 통해 개봉하였다.

## 출연

### 주연
- 조이 킹
- 제이콥 엘로디
- 몰리 링월드
- 조엘 코트니